# Fuerte Militar Larandia
El Fuerte Militar Larandia (OACI: SKLR) es un aeropuerto y base militar conjunta de la Fuerza Aérea de Colombia, el Ejército Nacional de Colombia y la Armada de la República de Colombia en zona rural del Municipio de Florencia, departamento de Caquetá, ubicado a cuatro kilómetros al sureste del aeropuerto Gustavo Artunduaga. Este fuerte militar fue donado por la Familia Lara (Por esto se llama Larandia). Fue una hacienda donada por la Familia Lara al Ejército Nacional. En la hacienda murió en cautiverio Oliverio Lara Borrero, secuestrado por sus empleados y quien desarrolló las tierras junto a su hermano Luis Antonio Lara Borrero.

## Comandantes
Los siguientes son algunos de los comandantes que ha tenido la base militar de Larandia:
- General Hugo Enrique Acosta Téllez, Comandante del Componente Aéreo.
- General Alejandro Navas (Comandante de la Fuerza de Tarea Conjunta Omega)
- Teniente coronel Beltran Ardila Luis Ariel, comandante de la Brigada Especial contra el Narcotráfico.

## Unidades
Las siguientes son algunas de las unidades que alberga el Fuerte Militar Larandia:
- Brigada Contra el Narcotráfico: Unidad activada para combatir el tráfico de drogas. Fue creada el 8 de diciembre del 2000 y está compuesta por tres batallones.
- Batallón de Infantería No.35 De Selva “Héroes de Güepí”
- Batallón de Movilidad y Maniobra N° 6
- Grupo de caballería mecanizado N° 12 "General Ramón Arturo Rincón Quiñonez" Grupo motorizado con carros blindados 4x4 y 6x6. (ASV, Tanques..)
- BATOT 1
- BATOT 22
- BATOT 3